# غيرت دورفيل
غيرت دورفيل (بالألمانية: Charly Dörfel) مواليد 18 سبتمبر 1939 في هامبورغ، هو لاعب كرة قدم ألماني سابق كان يلعب كمهاجم.

## مرحلة الشباب

### أندية لعب لها
- نادي هامبورغ

## المسيرة الاحترافية

### أندية لعب لها
- نادي هامبورغ

## روابط خارجية
- غيرت دورفيل على موقع ميوزك برينز (الإنجليزية)
- غيرت دورفيل على موقع قاعدة بيانات كرة القدم.إي يو (الإنجليزية)
- غيرت دورفيل على موقع بيانات كرة القدم. دي إي (الألمانية)
- غيرت دورفيل على موقع ناشيونال فوتبول تيمز (الإنجليزية)
- غيرت دورفيل على موقع عالم كرة القدم.نت (الإنجليزية)